# Harrowbarrow
Harrowbarrow – wieś w Anglii, w Kornwalii, w dystrykcie (unitary authority) Kornwalia. Leży 14,9 km od miasta Liskeard, 61,4 km od miasta Truro i 314,4 km od Londynu. W 2015 miejscowość liczyła 605 mieszkańców.